# Вивільга звичайна

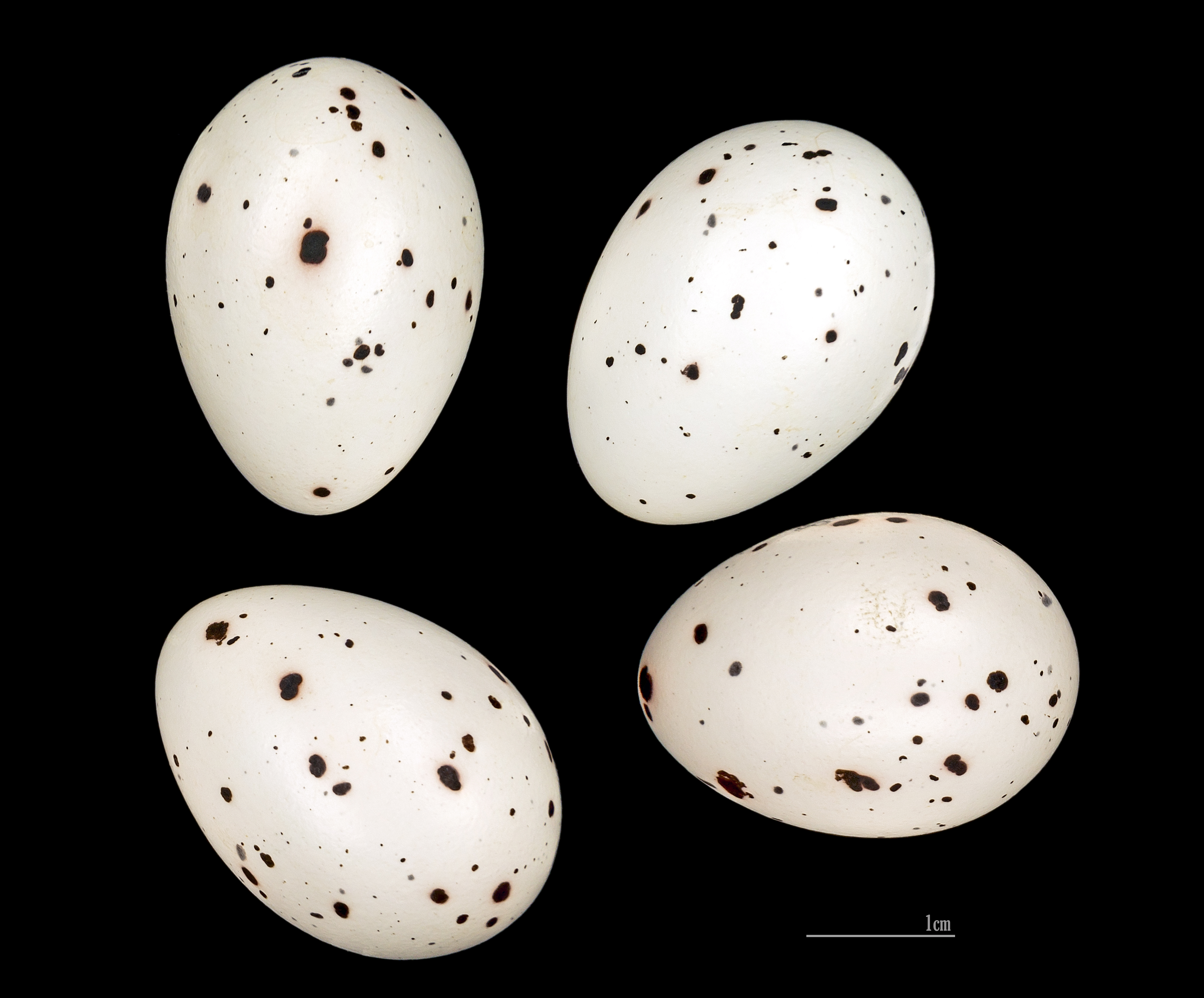
Oriolus oriolus

Ви́вільга звичайна, і́волга (Oriolus oriolus) — єдиний вид птахів родини вивільгових, який гніздиться в помірних широтах Північної півкулі. Влітку вивільга мігрує до Європи та західної Азії. Зимує в тропіках.

## Зовнішній вигляд
Самець має яскраве жовто-чорне забарвлення, самка блідо-зеленого кольору. Вивільги добре маскуються і тому їх доволі важко побачити на дереві. На землю злітає неохоче.
Латинську назву роду (лат. Oriolus), що в перекладі означає «золотистий»,  запропонував Альберт Великий, який вжив її приблизно 1250 року. Він запевняв, що ця назва є звуковідтворювальною (тобто відтворює пісню цього птаха).
Опис:
Довжина тіла — до 24 см
Розмах крил — 44-47 см
Вага — 42-100 г
Тривалість життя — 7-8 років

## Поведінка
За манерою польоту нагадують дроздів: політ швидкий, по прямій лінії з невеликими «провалами» (при перельоті на довгу відстань). Крик дещо подібний на крик сойки, а її спів «фіу-тіу-ліу» за звучанням нагадує гру флейти.

## Гніздування
Цей птах населяє широколистяні ліси, парки та сади. Тримається у верхньому ярусі високих дерев. Живиться комахами та плодами, які знаходить у кроні дерева (де вивільги проводять майже весь час). Гніздо в'є на дереві на розгалуженні гілки. Відкладає 3-6 яєць. Насиджує кладку виключно самка.
У кінці червня — на початку липня підрослі пташенята вилітають із гнізда, ще не начившись добре літати. Розсівшись на гілках неподалік від гнізда вони пищать і чекають батьків, які їх підкормлюють і доглядають за ними, поки пташенята не навчаться добре літати.

## Живлення
Живиться вивільга переважно гусінню, зокрема волохатою гусінню непарного, або кільчастого та соснового шовкопрядів, яку, крім неї та зозулі, майже ніякі інші птахи не їдять. До того ж вона поїдає совок, метеликів, хрущів, довгоносиків, вусачів, листоїдів, клопів та інших дуже шкідливих комах. Восени живиться також ягодами. Отже вивільга є дуже корисним птахом, її потрібно охороняти.

## Спів
В яскраву днину зеленої весни в гаях і лісах починає звучати чистотональне «фіу-фіу-фіу» — лунке, насичене, голосисте. Такий голос тільки у самця вивільги. Мелодійний спів вивільги намагаються копіювати інші птахи — співочі дрозди, берестянки, шпаки, та досягти майстерності господаря звуку їм рідко вдається. Для вивільг, як самців, так і самок, властивий і інший крик, за звучанням цілковито протилежний флейтовому покрику, дратівливий, деренчливий, схожий на крик потривоженої сойки або на вереск кота, якому наступили на хвіст. Через такий крик вивільгу ще називають «дика кішка».

## Охорона
Перебуває під охороною Бернської конвенції.

## Зображення

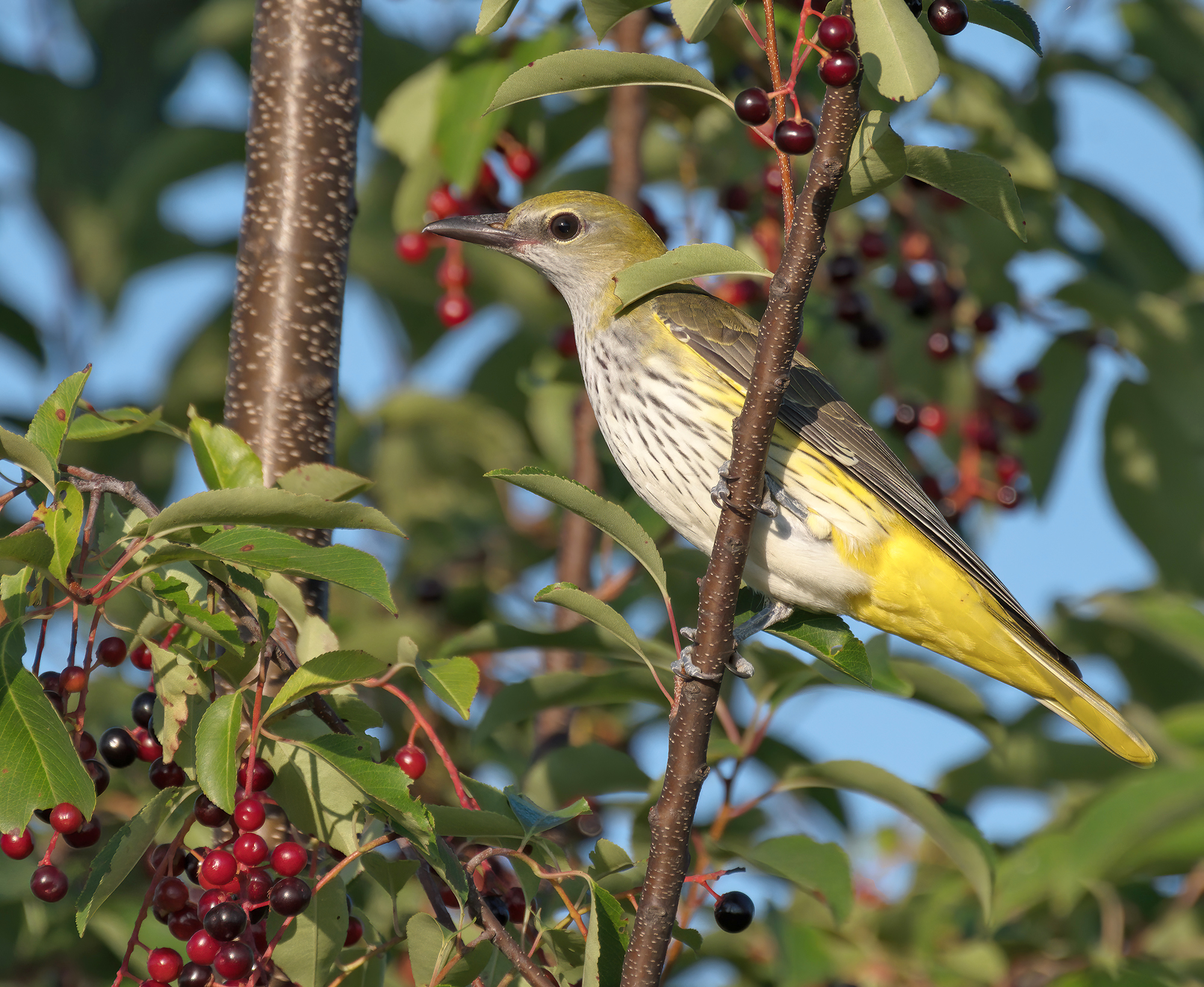
Вивільга звичайна. Молодий птах. Броварський р-н., Київська обл.
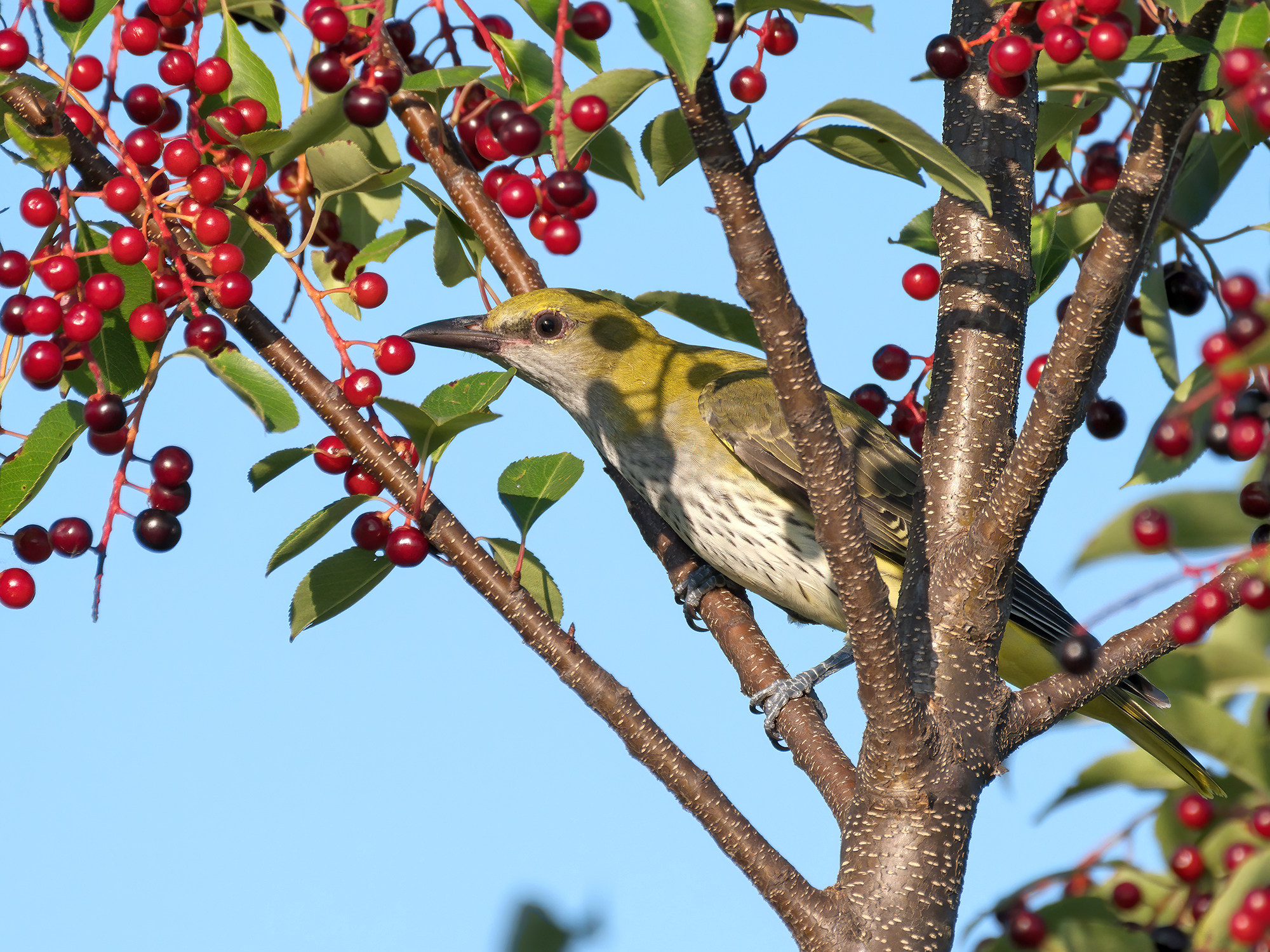
Вивільга, молодий птах.